# Zsuzsanna Tomori
Zsuzsanna Tomori (ur. 18 czerwca 1987 w Budapeszcie) – węgierska piłkarka ręczna, reprezentantka kraju, grająca na pozycji środkowej rozgrywającej. Obecnie występuje w Ferencvárosi TC.

## Sukcesy

### reprezentacyjne
- Mistrzostwa Europy:
  -  2012

### klubowe
- Mistrzostwa Węgier:
  -  2008, 2009, 2010
  -  2012
  -  2011
- Puchar Węgier:
  -  2008, 2009, 2010
- Liga Mistrzyń:
  -  2017
  -  2009, 2016
- Puchar zdobywców Pucharów:
  -  2011, 2012

## Nagrody indywidualne
- Liga Mistrzyń:
  - najlepsza strzelczyni Ligi Mistrzyń 2012/13

## Wyróżnienia
- Najlepsza piłkarka ręczna roku 2012 na Węgrzech